# Distrito de Sancos (Lucanas)
El distrito de Sancos es uno de los veintiuno que conforman la provincia de Lucanas, ubicada en el departamento de Ayacucho en el Sur del Perú. Es el distrito más grande de su provincia. Su capital, Sancos, es conocida como la "Perla de Lucanas" y la "Tierra de los bravos".
Está ubicado en la parte suroccidental de la provincia a una altitud de 2 880 m s. n. m. a 120 km de Puquio, la capital provincial. 
Cada mes de octubre se celebran las fiestas de la Virgen del Rosario y de San Martín de Porres, patrones de la localidad.

## Localidades
El distrito de Sancos tiene centros poblados, anexos y caserios como:
- Chaquipampa
- Santa Rosa
- Chicalli
- Santa Filomena
- Palca
- Lalacca
- San Luis Alto
- Huacata
- San Luis Bajo
- Caja
- Villaccolpa
- Huischunizo

## Cultura
Las principales festividades del distrito son:
- Mayo a junio: Sequía (Fiesta del Agua)

- Junio a julio: (Festividad de Queranza)

- Octubre: Fiestas patronales de la Virgen del Rosario y San Martín de Porres (Se realizan chamizas, retretas, cochas, serenatas, onces, banquetes, despachos y tardes taurinas)

- Diciembre: Fiestas de fin de años (Se realizan machos, huaylías, jaranas, otocca, despachos, competencias de arpa y violín)

## Patrimonio
Dentro del distrito existen zonas arqueológicas como Huaychaumarca, Huancarpara, entre otras.

## Economía
Su economía gira alrededor de la agricultura, la ganadería y la minería, esta última cuenta con numerosas minas como Santa Filomena, San Luis Alto, Santa Rosa, Santa Ana, Santa Rita, Ccangoripa, Ccantaga, Sunchupampa, Laytaruma, entre otras.

## Educación
La localidad cuenta con el Colegio Secundario José Carlos Mariátegui y el Centro Educativo Primario 24017[cita requerida], alma mater de todos los sanqueños. A nivel distrital cuenta con cinco colegios.

## Infraestructura
Actualmente las autoridades locales vienen gestionando la construcción de carreteras para unificar diferentes anexos y caseríos del distrito y para conectarlo con otros distritos. 